# 长余高速公路
长余高速公路，简称长余高速，中国国家高速公路网编号为G1京哈高速公路的一段。起点长春市，至吉黑省界拉林河，与哈双高速公路相接。全线位于吉林省内。全长159.838km。设计时速120公里，线下6车道路基，路面4车道。

## 历史
1995年5月18日开工。2002年9月18日通车。投资43.25亿元人民币，其中利用亚洲开发银行贷款1.27亿美元。这也使北起黑龙江省同江、南到海南省三亚的中国国道主干线高速公路全线通车。
2018年4月21日至2019年7月30日，京哈高速公路（G1）哈尔滨至长春方向拉林河至长春段封闭施工扩容到双向八车道。2019年7月30日起长春至哈尔滨方向将单幅封闭施工，预计2020年9月30日实现通车。